# Oscar Adelswärd
Reinhold Casimir Oscar Adelswärd (även Renauld Oscar d'Adelswärd), född 8 december 1811 i Longwy, Frankrike, död 18 februari 1898 i Saint Helier på Jersey, var svensk friherre och ledamot av den franska lagstiftande församlingen. Han var sonsons son till Johan Adelswärd och yngre bror till Georg Nikolaus Adelswärd samt far till konstnären Gustave Adelswärd. 
Adelswärd gick med i franska armén och deltog i kriget i Algeriet men han lämnade sin krigstjänst 1844 och bosatte sig i Nancy där han blev chef för nationalgardet. År 1848 valdes han in i nationalförsamlingen där han stödde Napoleon III:s kandidatur. 
Efter statskuppen 2 december 1851 drog han sig tillbaka från offentligheten och sysselsatte sig istället med litteratur och politiskt författarskap. Två av hans verk, La liberté de conscience en Suède (1861) och Considération su la Réformation et les lois de 1860 en Suède (1862), handlade om Sverige.

## Biografi
Renauld Oskar Adelswärd föddes 1811 i Longwy. Han var son till Göran Axel Adelswärd och Anne Catharine Honorine Bernard. Adelswärd blev 18 januari 1840 kapten vid franska generalstaben, utnämndes 1841 till riddare av Svärdsorden och senare till riddare av Hederslegionen. Han tog 12 april 1844 avsked och blev i april 1849 medlem av nationalförsamlingen och av lagstiftande församlingen. Adelswärd utnämndes 18 maj 1861 till kommendör av Vasaorden och 31 december 1880 till kommendör med stora korset av Vasaorden. Han avled 1898 i Saint Helier på ön Jersey.

### Familj
Adelswärd gifte sig 9 januari 1843 med Amelie Steiner (född 1825), dotter till Jean-Jacques Steiner och Marie Pons. De fick tillsammans barnen konstnären Gustave Adelswärd (1843–1895) och ingenjören Axel Adelswärd (1847–1887). Den senare var far till Jacques d'Adelswärd-Fersen.